# Maison du Pot de Cuivre

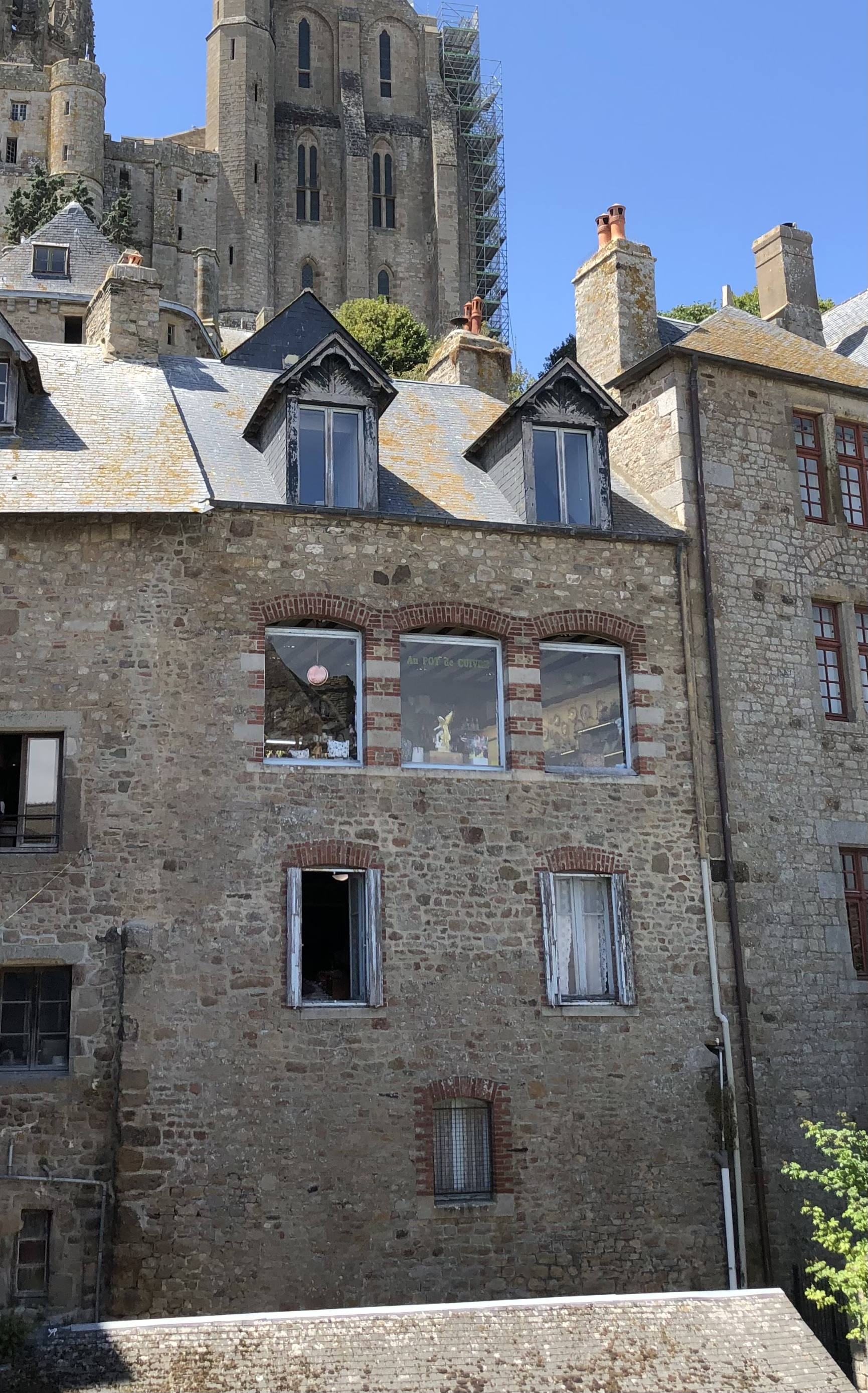
Ostfassade des Maison du Pot de Cuivre, 2022

Das Maison du Pot de Cuivre (deutsch etwa „Haus zur Kupferkanne“) ist ein denkmalgeschütztes Haus in der Gemeinde Le Mont-Saint-Michel in Frankreich.
Das Gebäude befindet sich im östlichen Teil der Insel Mont Saint-Michel, auf der Ostseite der Hauptstraße Grand Rue. Nördlich grenzt das Haus Vieux logis, südlich Maison La Coquille an.
Der Bau wurde im 15. Jahrhundert errichtet. Die westliche Fassade zur Grand Rue hin ist in Fachwerkbauweise ausgeführt. Am 19. Dezember 1928 wurde das Haus als Monument Historique registriert, wobei sich der Schutz auf die Fassaden und Dächer bezieht. Es wird in der Liste der Monuments historiques in Le Mont-Saint-Michel unter der Nummer PA00110503 mit dem Status Classé geführt. Das Gebäude befindet sich in Privateigentum.